# Roger Waters
George Roger Waters (Great Bookham, 6 settembre 1943) è un cantautore, polistrumentista e compositore britannico.
È cofondatore e, principalmente nelle vesti di bassista, cantante e compositore, ex membro del gruppo musicale inglese Pink Floyd, insieme a Syd Barrett (cui subentrerà dopo poco David Gilmour), Richard Wright e Nick Mason.
Storico autore del gruppo e ideatore delle tematiche sottese ad alcuni degli album più celebri del gruppo (come The Dark Side of the Moon, Animals e The Wall), considerato insieme a Bob Dylan come miglior paroliere su brani musicali, nella seconda metà degli anni settanta ha progressivamente acquistato sempre più influenza decisionale all'interno del gruppo, divenendone il leader, nonché principale autore, finché non ne uscì nel 1985 per proseguire la carriera da solista.

## Biografia
George Roger Waters è nato a Great Bookham nella contea di Surrey il 6 settembre 1943, nei dintorni di Londra, come il più giovane dei due figli di Mary Whyte (1913 - Cambridge, 10 ottobre 2009) ed Eric Fletcher Waters (1914 - Aprilia, 18 febbraio 1944); si trasferì poi a Cambridge per motivi di studio. Durante l'università a Londra conobbe Nick Mason e Richard Wright, futuri membri insieme a lui e all'amico Syd Barrett dei Pink Floyd, e poi David Gilmour. Dopo l'abbandono del gruppo nel 1984 intraprese una carriera solista. Si è sposato cinque volte: dal 1969 al 1975 con una sua amica di infanzia, Judith Trim; dal 1976 al 1992 con Lady Caroline Christie, nipote del marchese di Zetland e con la quale ha avuto due figli, Harry e India, dal 1993 al 2001 con Priscilla Phillips, da cui ha avuto un figlio, Jack, e nel 2004 cominciò una relazione con la produttrice cinematografica Laurie Durning, che ha sposato nel 2012 e da cui ha divorziato nel 2015. Il 15 ottobre 2021 sposa la sua “autista” Kamilah Chavis. Il padre di Waters, il sottotenente Eric Fletcher Waters, nato a Bishop Auckland in Inghilterra il 12 dicembre 1914, perse la vita ad Aprilia, combattendo durante la seconda guerra mondiale dopo lo sbarco di Anzio il 18 febbraio 1944. L'evento venne rievocato nel brano When the Tigers Broke Free. Waters, ancora in fasce, non ebbe mai la possibilità di conoscerlo. La sofferenza per l'assenza della figura paterna è presente nelle sue composizioni come nel brano Another Brick in the Wall pt. 1.

### Pink Floyd (1965-1984)

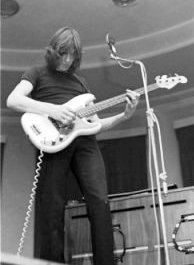
Waters con i Pink Floyd nel 1970

Nel primo periodo con il gruppo fu una figura di secondo piano rispetto a Syd Barrett, a cui era legato da una profonda amicizia e stima. Con il distacco di questi dal gruppo per problemi di alienazione mentale, divenne gradualmente il leader indiscusso. Barrett peraltro lascerà una traccia indelebile nella sua musica.
The Dark Side of the Moon rappresenta uno degli album di maggior successo mondiale nella storia della musica, per cui si stimano le 45 milioni di copie vendute. Solo per gli USA la RIIAA ne ha certificato il multiplo disco di platino per 15 milioni di copie ufficialmente vendute dal 17 aprile 1973 al 4 giugno 1998. Il suo successo viene registrato anche dal Guinness dei primati, per la permanenza nella Billboard 200 americana, dove rimase per 15 anni, fino a luglio 1988.
Nel 1977, durante un concerto del tour In the flesh allo Stadio Olimpico di Montréal, un fan in esaltazione tentò di salire sul palco, provocando la reazione di Waters che gli sputò in faccia. Segnato da questo episodio, l'artista elaborò il concetto di alienazione e del "muro" di separazione.
Nel 1979, con l'album The Wall, durante i concerti viene costruito un muro che pian piano nasconde il gruppo; tale muro viene poi abbattuto alla fine del concerto. Con la caduta del Muro di Berlino nel 1989, l'album verrà associato anche a questo evento, con un concerto al confine tra Berlino Est e Berlino Ovest nel luglio del 1990. Dall'album venne tratto un film, Pink Floyd The Wall, diretto da Alan Parker.

### Il distacco e l'inizio della carriera da solista
Dopo la pubblicazione dell'album The Final Cut del 1983, ritenne chiusa l'esperienza del gruppo, altamente "intimista". Ne seguì un contenzioso in tribunale per impedire al resto del gruppo di poter continuare a utilizzarne il nome ma la sentenza stabilì che i Pink Floyd potessero continuare a esistere anche senza di lui.
La sua carriera da solista, la quale aveva avuto un primo esempio già nel 1970 con l'album Music from the Body, colonna sonora di un documentario, è stata sempre legata alla realizzazione di concept album. Il primo si ebbe già nel 1984, The Pros and Cons of Hitch Hiking, nel quale suonò anche Eric Clapton; seguì poi Radio K.A.O.S. del 1987.
Per celebrare la caduta del muro di Berlino organizza un concerto in Potsdamer Platz, il 21 luglio 1990 nella capitale tedesca dove ripresenta per intero l'album The Wall con la partecipazione di molti artisti celebri come Scorpions, Bryan Adams, Van Morrison, Joni Mitchell, Gary Hudson, Ute Lemper, Sinead O'Connor e Cyndi Lauper. Il nuovo album di inediti, Amused to Death, venne pubblicato nel 1992 e raggiunse maggiore successo dei precedenti. Nel 1999 organizzò una serie di concerti nel quale ripropose brani tratti sia da album dei Pink Floyd che da quelli solisti. Dopo un lungo periodo di assenza, nel 2005 pubblicò l'album Ça ira, un'opera lirica sulla rivoluzione francese.

Nel 2005 ha partecipato al Live 8 insieme agli altri membri dei Pink Floyd per la prima volta riuniti dopo 24 anni.

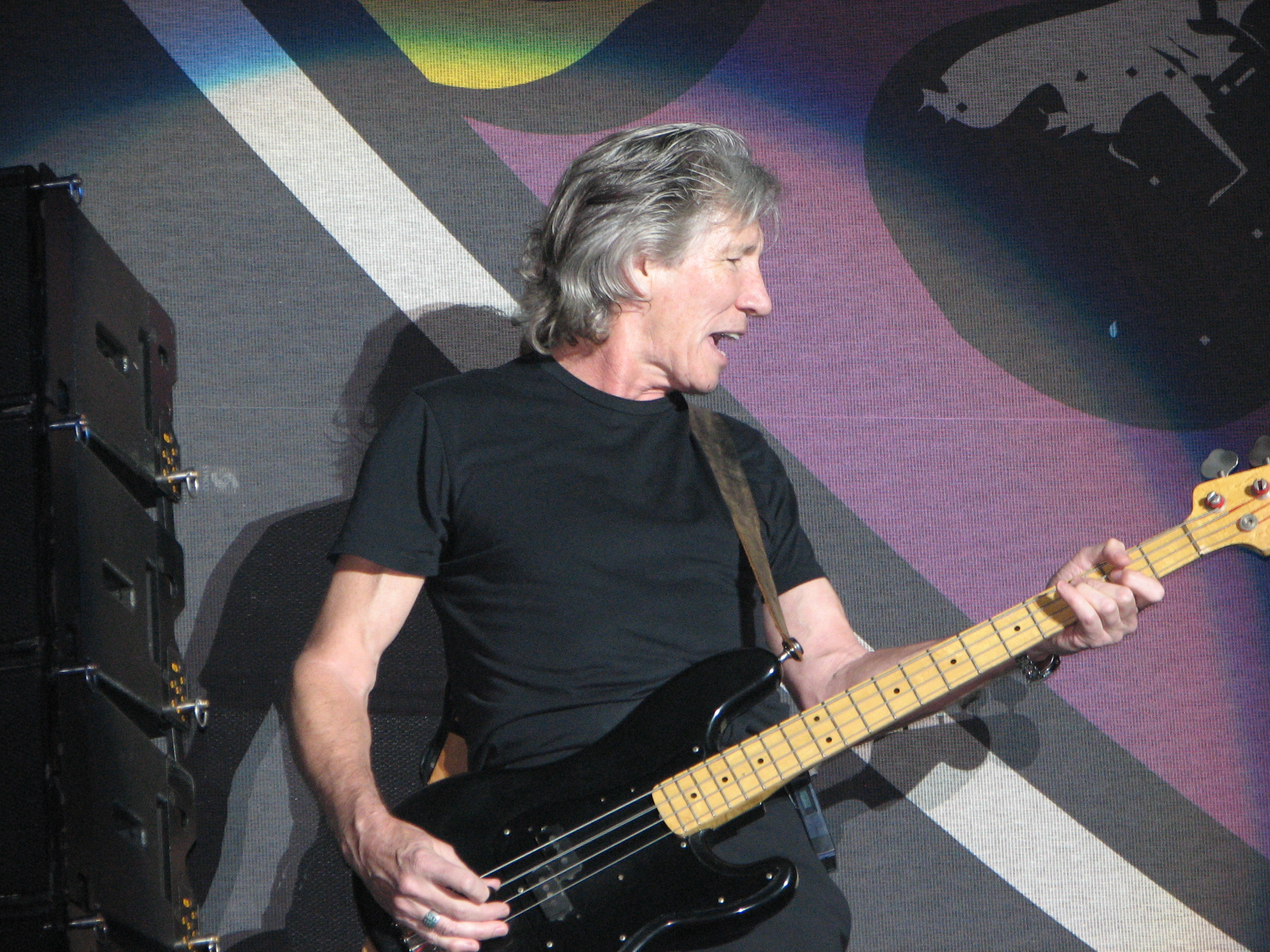
Waters durante un concerto nel 2006

Dal 2006 al 2007, ha girato il mondo per una serie di concerti del tour The Dark Side of the Moon - Live, che prevedeva, nella seconda parte delle esibizioni, l'esecuzione integrale dell'omonimo album del 1973. In alcune date del tour ha preso parte anche il batterista Nick Mason. Accompagnato dalla sua band, il 7 luglio 2007 Waters ha partecipato come solista al Live Earth con brani celebri dei Pink Floyd; nello stesso anno canta il brano Lost Boys Calling contenuto nell'album We All Love Ennio Morricone. Il 10 luglio 2010 Waters si è esibito insieme a David Gilmour per la Hoping Foundation.
Dall'autunno del 2010 al 2013 ha ripresentato per intero l'album The Wall, come nel tour del 1980 (registrato nell'album Is There Anybody Out There? The Wall Live 1980-81, in trenta concerti negli Stati Uniti e in Canada e, nel 2011, in Europa. Nella data di Londra del 12 maggio 2011, Gilmour ha preso parte suonando Comfortably Numb in cima al muro realizzato durante il concerto oltre all'ex batterista del gruppo Nick Mason che, insieme agli altri due ex componenti del gruppo ha suonato Outside the Wall a chiusura dello spettacolo.

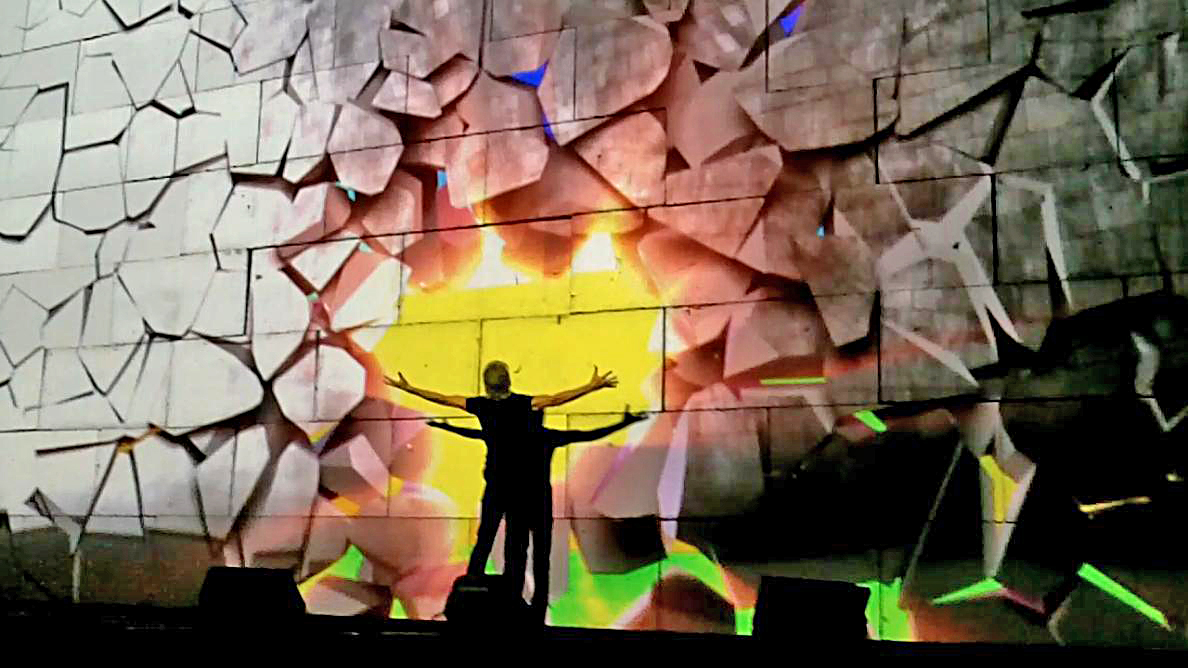
Waters durante il suo The Wall Live Tour

Nell'ambito delle celebrazioni per il 70º anniversario dello sbarco di Anzio, nel 2014 inaugurò ad Aprilia un monumento alla memoria del padre Eric Fletcher Waters e a tutti gli altri caduti senza sepoltura. Il 17 febbraio ha partecipato alla cerimonia di inaugurazione di un memoriale nelle campagne di Aprilia nei pressi del fosso della Moletta, nel punto dove morì il padre. Il luogo della morte del padre Eric è stato ritrovato nel 2013 grazie alle ricerche storiche dell'Associazione "Un ricordo per la pace"  e del veterano britannico Harry Shindler (che partecipò alla campagna d'Italia dal 1943 al 1945). Shindler e "Un ricordo per la pace"  nel novembre 2013 avevano proposto al Comune di Aprilia di realizzare un memoriale in memoria del padre del musicista e di tutti i Caduti senza sepoltura.  Il Comune di Aprilia accettò la proposta e con delibera n.8 del 14 gennaio 2014 venne deliberata la realizzazione di un monumento/ obelisco nel piazzale dell'Istituto di Istruzione "Carlo e Nello Rosselli", attiguo al liceo "Antonio Meucci" che venne inaugurato il 18 febbraio 2014 alla presenza del cantante. Nello stesso giorno 18 febbraio ha ricevuto la cittadinanza onoraria dal comune di Anzio nelle commemorazioni per i 70 anni dalle operazioni dello sbarco alleato del 1944.
A settembre 2014 ha debuttato al Toronto International Film Festival il documentario Roger Waters the Wall, un lungometraggio in cui lo spettatore ripercorre i momenti fondamentali della fortunata tournée The Wall Live tenutasi tra il 2010 ed il 2013. Per l'occasione Roger Waters è stato presente e ha concesso un'intervista alla stampa tenendo inoltre un incontro con le autorità che hanno partecipato alla première del documentario.
Nel 2017 ha pubblicato Is This the Life We Really Want?, sesto album in studio, a distanza di venticinque anni dal precedente Amused to Death. Nel 2023 è uscita la sua rivisitazione di The Dark Side of the Moon (Redux), definito "un disco di Roger Waters che rielabora liberamente quella musica riprendendosi le parole di ieri attraverso la tecnica poetica della spoken word che valorizza il tono basso e senile, meditabondo, rendendole parole di oggi".
Nel 2017 e 2018 è in Tour con Us + Them. La sua esibizione al Lucca Summer Festival dell'11 luglio 2018 attrae 25 000 fan.

## Stile e strumentazione
Utilizza pedali delay in One of These Days, chorus e vari. Utilizzava testate WEM, HiWatt e Ampeg.
Da bassista dei Pink Floyd ha usato per un breve iniziale periodo uno Höfner, poi sostituito da un Rickenbacker RM-1999/4001S. Dal 1968, in parte in parallelo al Rickenbacker, ha iniziato con il Fender Precision, per approdare poi a farne un uso esclusivo dal 1970.
Per quanto concerne il suo stile bassistico, non è mai stato un bassista appariscente, fungendo da accompagnatore e soprattutto sperimentale con suoni innovativi, utilizzando scale blues, ottave, e scale discendenti come in Money.

## Vita privata
Waters sposò nel 1969 la sua fidanzata d'infanzia Judith Trim, una ceramista, apparsa sulla copertina apribile della versione originale dell'album Ummagumma dei Pink Floyd ma poi esclusa dalle ristampe in CD. I due non ebbero figli e divorziarono nel 1975. Judith Trim morì nel 2001.
Nel 1976, Waters sposò Lady Carolyne Christie, la nipote del 3º marchese di Zetland. Ebbero un maschio, Harry Waters, un musicista che suona le tastiere con la band itinerante di suo padre dal 2002, e una femmina, India Waters, che ha lavorato come modella. Christie e Waters divorziarono nel 1992.
Nel 1993, Waters sposò Priscilla Phillips. La coppia ebbe un figlio, Jack Fletcher. Il loro matrimonio si è concluso nel 2001.
Nel 2004, Waters si è fidanzato con l'attrice e regista Laurie Durning; si sono sposati il 14 gennaio 2012 e hanno chiesto il divorzio nel settembre 2015.
Si è sposato per la quinta volta, questa volta con la sua ex autista, Kamilah Chavis, nell'ottobre 2021.
Ha più volte sostenuto la causa del popolo palestinese, denunciando abusi e violenze da parte dell'autorità israeliana.
Waters ha case a Long Island e nell'Hampshire. È ateo.

## Opinioni politiche e religiose
Waters è un pacifista e non ha mai nascosto le sue simpatie politiche di sinistra, definendosi personalmente come un socialista e convinto elettore del Partito Laburista. In Not Now John, undicesimo brano di The Final Cut, Roger si mostra pesantemente contrario all'intervento di Margaret Thatcher verso le Isole Falkland. Nei testi del singolo Leaving Beirut ha inserito pesanti critiche verso l'operato dell'ex presidente degli Stati Uniti George Bush e dell'ex primo ministro britannico Tony Blair riguardo all'invasione dell'Iraq. Waters ha espresso il suo dissenso verso la barriera di separazione israeliana, definendola «un'oscenità […] andrebbe abbattuta». Nel dicembre del 2009, ha confermato il suo supporto per la Marcia per la Libertà di Gaza. Il 26 ottobre 2017 ha parlato a riguardo del suo attivismo politico e del suo supporto alla causa palestinese alla St Andrews-Welsey United Church di Vancouver. Nel 1993 dichiarò:
In una successiva apparizione al programma culinario di Eric Table ha dichiarato di essere un ateo radicale.
Nel 2017-18 ha portato in giro un tour dal forte contenuto politico ed umanitario. "Us+them" - con tappe in Italia a Milano, Bologna, Roma e Lucca - ripropone due pezzi come Dogs e Pigs, forti metafore sulla società provenienti dal concept-album Animals, uscito in piena era punk nel 1977. "RESIST", messaggio che compare per tutto l'intervallo sul palco, e "Stay Human" scritto sul maiale volante gonfiabile Algie, sono i due messaggi principali che Waters lancia al pubblico. Tra i bersagli di Waters, citati al solito per nome e cognome: i guerrafondai, i governanti senza scrupoli, i "fabbricanti di consenso". Negli ultimi anni si sta impegnando nella campagna per la liberazione di Julian Assange. Il 6 agosto 2022,  intervistato alla CNN, ha definito il presidente americano Joe Biden '"criminale di guerra" in quanto "alimenta la guerra in Ucraina invece che incoraggiare il presidente ucraino Zelens'kyj a negoziare con la Russia".
Waters è un noto sostenitore della causa palestinese e membro del movimento Boycott, Divestment and Sanctions (BDS) contro Israele. Ha ripetutamente criticato il trattamento israeliano dei palestinesi, paragonandolo all'apartheid e al regime nazista, e ha esortato altri artisti a non esibirsi in Israele. Le sue dichiarazioni e l'uso di immagini controverse durante i suoi concerti, incluso un maiale gonfiabile con la stella di David e uniformi in stile nazista, hanno suscitato accuse di antisemitismo e generato controversie, portando alla cancellazione di alcuni contratti e concerti. Waters ha sempre respinto le accuse di antisemitismo, sostenendo che le sue critiche sono dirette alla politica israeliana e non al popolo ebraico.

## Riconoscimenti
Nel 1996 è stato inserito nella Rock and Roll Hall of Fame come membro dei Pink Floyd.
Nel 2017 gli viene dedicato un nuovo ibrido naturale di orchidea spontanea ritrovato in provincia di Lecce, chiamato Serapias × watersii, ibrido tra Serapias politisii e Serapias vomeracea longipetala.

## Discografia

### Da solista

#### Album in studio
- 1984 – The Pros and Cons of Hitch Hiking
- 1987 – Radio K.A.O.S.
- 1992 – Amused to Death
- 2017 – Is This The Life We Really Want?

#### Altri album
- 2022 – The Lockdown Sessions
- 2023 – The Dark Side of the Moon Redux

#### Colonne sonore
- 1970 – Music from "The Body"
- 1986 – When the Wind Blows

#### Musica lirica
- 2005 – Ça ira
- 2018 – Igor Stravinsky's The Soldier's Tale

#### Compilation
- 2002 – Flickering Flame - The Solo Years, Volume One

#### Live
- 1990 - The Wall - Live in Berlin
- 2000 - In the Flesh - Live
- 2015 - Roger Waters: The Wall
- 2020 - Roger Waters: Us + Them
- 2025 - this is not a drill live

### Con i Pink Floyd

#### Album in studio
- 1967 – The Piper at the Gates of Dawn
- 1968 – A Saucerful of Secrets
- 1969 – More
- 1969 – Ummagumma
- 1970 – Atom Heart Mother
- 1971 – Meddle
- 1972 – Obscured by Clouds
- 1973 – The Dark Side of the Moon
- 1975 – Wish You Were Here
- 1977 – Animals
- 1979 – The Wall
- 1983 – The Final Cut

#### Live
- 1969 – Ummagumma (primo disco)
- 2000 – Is There Anybody Out There? The Wall Live 1980-81
- 2023 – The Dark Side Of The Moon – Live at Wembley Empire Pool, London, 1974

## Filmografia

### Regista
- 2015 - Roger Waters: The Wall con Sean Evans.
- 2020 - Roger Waters: Us + Them con Sean Evans.
- 2025 - Roger Waters This Is not a drill

### Sceneggiatore
- 1982 - Pink Floyd - The Wall, regia di Alan Parker.

Interprete
- 2022 - C’era una volta in Italia - Giacarta sta arrivando

## Tour
- The Pros and Cons of Hitch Hiking (1984–1985).
- K.A.O.S. On the Road (1987).
- In the Flesh (1999–2002).
- The Dark Side of the Moon Live (2006–2008).
- The Wall Live (2010–2013).
- Us + Them Tour (2017–2018).
- This Is Not a Drill (2022-2023).